# James Duggan

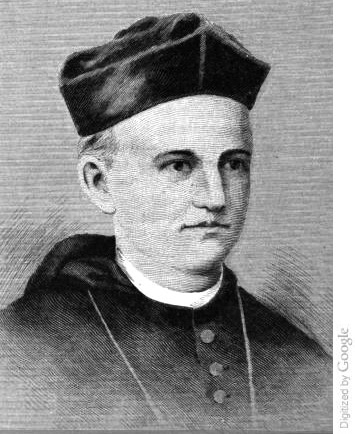
Bischof James Duggan

James Duggan (* 22. Mai 1825 in Maynooth, County Kildare, Irland; † 27. März 1899 in Saint Louis, Missouri, Vereinigte Staaten) war ein irischstämmiger römisch-katholischer Geistlicher in den Vereinigten Staaten und vierter Bischof von Chicago.

## Leben
Duggan wanderte 1842 in die USA aus, um dort auf Einladung des Erzbischofs von Saint Louis, Peter Richard Kenrick, am Seminar von Cape Girardeau, Missouri, zu studieren. Am 29. Mai 1847 empfing er die Priesterweihe.
1854 wurde er Generalvikar von St. Louis. Nach dem Wechsel von Bischof James Oliver Van de Velde nach Natchez, leitete er vorübergehend die Diözese Chicago.
Am 9. Januar 1857 wurde er zum Koadjutorbischof von St. Louis und Titularbischof von Gabala ernannt. Am 3. Mai desselben Jahres empfing er durch Peter Richard Kenrick die Bischofsweihe, Mitkonsekratoren waren John Henni, Bischof von Milwaukee und Anthony O’Regan, Bischof von Chicago.
Nachdem letzterer am 25. Juni 1858 zurücktrat, wurde Duggan am 21. Januar 1859 im Alter von nur 34 Jahren zum Bischof von Chicago ernannt.
Nach trotz großen Herausforderungen erfolgreich gemeisterten Anfangsjahren, in denen sich der Bischof bei vielen Gläubigen großer Popularität erfreute, fiel Duggan vermehrt durch Stimmungsschwankungen und unberechenbares Verhalten auf. Vermutete psychische Erkrankungen konnten von der damaligen Medizin nicht hinreichend diagnostiziert werden. Schließlich wurde Duggan nach Einschreiten des Vatikans am 14. April 1869 als Bischof abgesetzt und begab sich in ein Sanatorium nach Saint Louis, bevor er 10. September 1880 offiziell als Bischof zurücktrat. Die Geschicke der Diözese waren bereits nach seiner Absetzung von Koadjutorbischof Thomas Foley geführt worden.
Duggan starb am 27. März 1899 im Sanatorium. 2001 wurden seine sterblichen Überreste vom Calvary Cemetery in Evanston auf dem Mount Carmel Cemetery in Hillside, überführt, wo die meisten Bischöfe von Chicago begraben sind.